# Militärmedaille (Luxemburg)

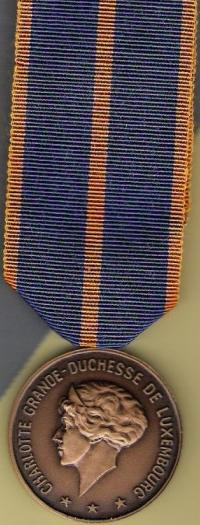
Militärmedaille (Avers)

Die Militärmedaille wurde am 30. Oktober 1945 auf Anregung von Prinz Jean durch Großherzogin Charlotte von Luxemburg gestiftet und kann für außerordentliche hervorragende Verdienste und Taten an alle Militärpersonen, ohne Rangunterschied und ohne Ausnahme verliehen werden.

## Aussehen und Trageweise
Die aus Bronze gefertigte runde Medaille zeigt das nach links gewendete Bildnis der Großherzogin mit der Umschrift CHARLOTTE GRANDE-DUCHESSE DE LUXEMBOURG. Unter dem Kopf sind drei fünfstrahlige Sterne nebeneinander zu sehen. Rückseitig das gekrönte luxemburgische Wappenschild sowie die durch den Wappenschild getrennte Jahreszahl 19 40 (Besetzung Luxemburgs).
Getragen wird die Dekoration, die die höchste Militärauszeichnung des Landes ist, an einem blauen Band mit einem orangefarbenen Mittel- und Randstreifen auf der linken Brustseite.

## Träger
Seit der Stiftung wurde die Militärmedaille erst acht Mal verliehen:
- Winston Churchill, britischer Premierminister
- Bernard Montgomery, britischer Feldmarschall
- Dwight D. Eisenhower, Oberbefehlshaber der alliierten Streitkräfte im Zweiten Weltkrieg
- Prinz Charles von Belgien, Prinzregent von Belgien
- Charles de Gaulle, General und Chef der provisorischen französischen Regierung
- Patrick Cassidy, General der 8. US-Infanteriedivision
- Jean, Großherzog von Luxemburg

sowie an den Unbekannten Soldaten auf dem Nationalfriedhof Arlington.